# Ladrillo hueco

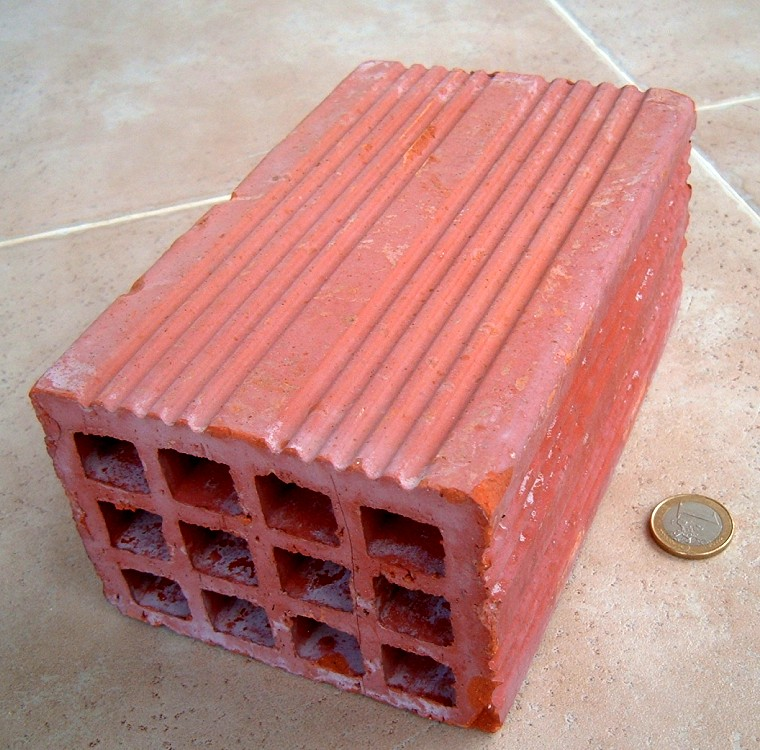
Imagen de un ladrillo hueco triple (con tres filas de huecos).

El ladrillo hueco es un tipo de ladrillo que tiene la característica de tener unos orificios pasantes en su interior en sentido longitudinal. El volumen total de los huecos debe ser igual o mayor al 70% del volumen total del ladrillo. La finalidad de estos orificios es reducir el material y el peso al ladrillo, facilitando su colocación y reduciendo su coste.
La normativa española distingue entre ladrillo aligerado y ladrillo hueco propiamente dicho. En el primer caso los huecos ocupan entre el 45% y el 60% en volumen y en el segundo, entre el 60% y el 70%.
Los tabiques realizados con ladrillo hueco no suelen tener finalidad resistente, por lo que se emplean normalmente como elementos divisorios

## Tipos de ladrillos huecos
En función del número de filas de huecos presentes en el ladrillo se puede distinguir entre:
- Ladrillo hueco sencillo (LHS), con un fila de huecos en la testa (3-5 cm de grueso).
- Ladrillo hueco doble (LHD), con dos filas de huecos (7-9 cm de grueso).
- Ladrillo hueco triple (LHT), con tres filas de huecos (10-12 cm de grueso).

En las obras de construcción de España, es común el empleo de ciertos tipos de ladrillo en particular:
- la rasilla era un antiguo LHS de 2/2,5 cm de espesor que ya no se fabrica. Se empleaba para tableros y bovedillas.
- el rasillón: es el sustituto actual de la rasilla y es tipo de LHS de 4 cm de grueso, de grandes dimensiones que a veces tiene un machihembrado en las sogas y sirve para tableros y tabiques.
- el ladrillo hueco sencillo de 3/4 cm de grueso, ahora llamado a veces rasilla: utilizado en el pasado para realizar tabiques o bovedillas, su uso se ha ido reduciendo hasta ser empleado únicamente para trasdosados y tabiques palomeros.
- el ladrillo hueco doble de 7 cm de grueso: con el que se construye el tabicón o machetón: sirve habitualmente para las divisorias o particiones en una misma vivienda, para aislar convenientemente del ruido habitaciones paredañas (el tabique de LHS no es suficiente).
- el ladrillo hueco doble de 9 cm de grueso: con el que se construye el tabicón o tabique grueso, en aquellos lugares donde deban alojar instalaciones de fontanería (en locales húmedos). También para realizar tabiques de media asta en los que estos ladrillos se reciben tabla contra tabla, por lo que el empleo de ladrillo de mayor grueso reduce el número de estos y el tiempo de colocación.